# Rhizocarpon superficiale
Rhizocarpon superficiale är en lavart som först beskrevs av Schaer., och fick sitt nu gällande namn av Malme. Rhizocarpon superficiale ingår i släktet Rhizocarpon och familjen Rhizocarpaceae.  Arten är reproducerande i Sverige. Inga underarter finns listade i Catalogue of Life.